# Station Kunów
Station Kunów is een spoorwegstation in de Poolse plaats Kunów.